# Zdena Dohnalová
Zdena Dohnalová (12. srpna 1924 – ???) byla česká a československá politička Komunistické strany Československa a poúnorová poslankyně Národního shromáždění ČSSR a Sněmovny lidu Federálního shromáždění.

## Biografie
Ve volbách roku 1960 byla zvolena za KSČ do Národního shromáždění ČSSR za hlavní město Praha. Podílela se na projednávání nové ústavy ČSSR. Mandát obhájila ve volbách v roce 1964. V Národním shromáždění zasedala až do konce jeho funkčního období v roce 1968. K roku 1968 se uvádí profesně jako pracovnice aparátu ROH, bytem Praha Holešovice-Troja.
Po federalizaci Československa usedla roku 1969 do Sněmovny lidu Federálního shromáždění (volební obvod Praha 7 Holešovice, Troja), kde setrvala do konce volebního období, tedy do voleb roku 1971.
Pracovala jako dělnice v podniku Tesla Praha. V rámci KSČ patřila ke konzervativnímu, protireformnímu křídlu. Po invazi vojsk Varšavské smlouvy do Československa za počínající normalizace její politická kariéra pokračovala. V listopadu 1969 byla zvolena místopředsedkyní Českého svazu žen a v prosinci 1969 se stala členkou obvodního výboru KSČ Praha 7.Během parlamentní rozpravy v roce 1970 ohledně příčin nárůstu kriminality v ČSSR v letech 1968-1969, konstatovala, že nárůst zločinnosti byl způsobem protisocialistickými živly a že existuje dost důkazů, pro jejich trestní stíhání. V prosinci 1969 rovněž při jednání ústavně-právního výboru parlamentu navrhovala rozsáhlé konfiskace bytů posrpnových emigrantů.